# Rio Botuşel
O Rio Botuşel é um rio da Romênia afluente do Rio Botuş, localizado no distrito de Suceava.